# カードローナのブラ・フェンス
座標: 南緯44度51分49秒 東経169度01分07秒 / 南緯44.863479度 東経169.018656度

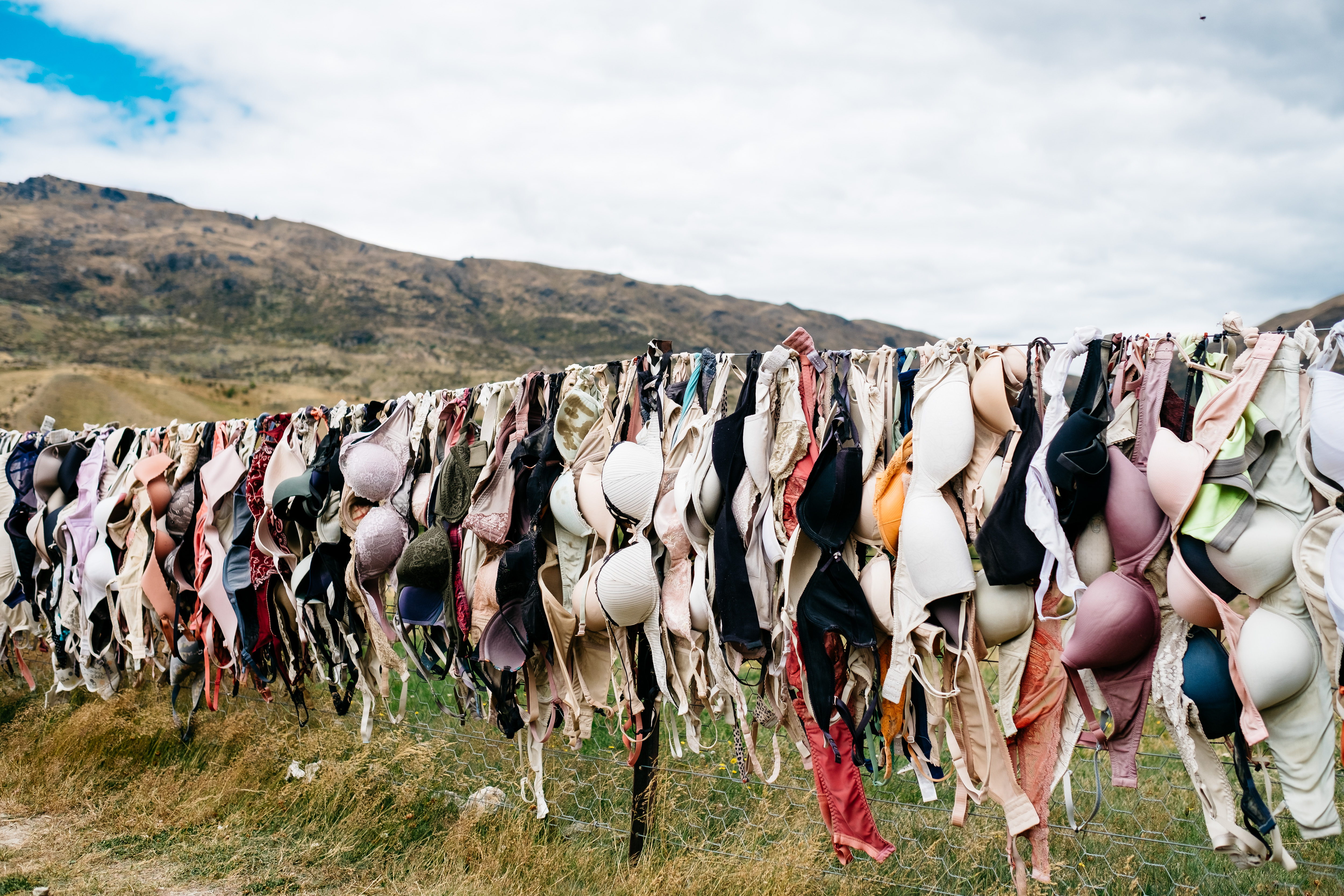
2017年5月のブラ・フェンス

カードローナのブラ・フェンス（英語: Cardrona Bra Fence）とは、ニュージーランド南島オタゴ地方内陸部のカードローナにある観光地。1998年末から1999年初頭にかけて、通行人がこの地のフェンスにブラジャーを吊り下げ始めた。その後、ブラジャーの数が次第に増加したことで、人々の注目を集めるようになった。
このフェンスは写真撮影スポットとして人気を集める一方で、景観を乱す・隣接する道路での交通事故の原因となるといった否定的な意見との間で、しばしば論争の的となっている。

## 場所
このフェンスは、ニュージーランド南島内陸部の避暑地クイーンズタウンと、その北東にある町ワナカとを結ぶ公道の脇に所在し、ワナカからは乗用車で20分、クイーンズタウン空港からは45分ほどの位置にある。
道路は、東西を山に挟まれたカードローナ渓谷を走っており、西側のカードローナ山中にあるスキー場であるカードローナ・アルパイン・リゾートに車両で向かう途中には、このフェンスの近くを通行することになる。かつては道路とその脇の牧場との境界として設置されていたものであるが、現在フェンスの位置はやや移動し、ニュージーランド唯一の地ウイスキー蒸留所であるカードローナ蒸留所の入り口付近にある。

## 歴史

### ブラジャーの登場と知名度の高まり

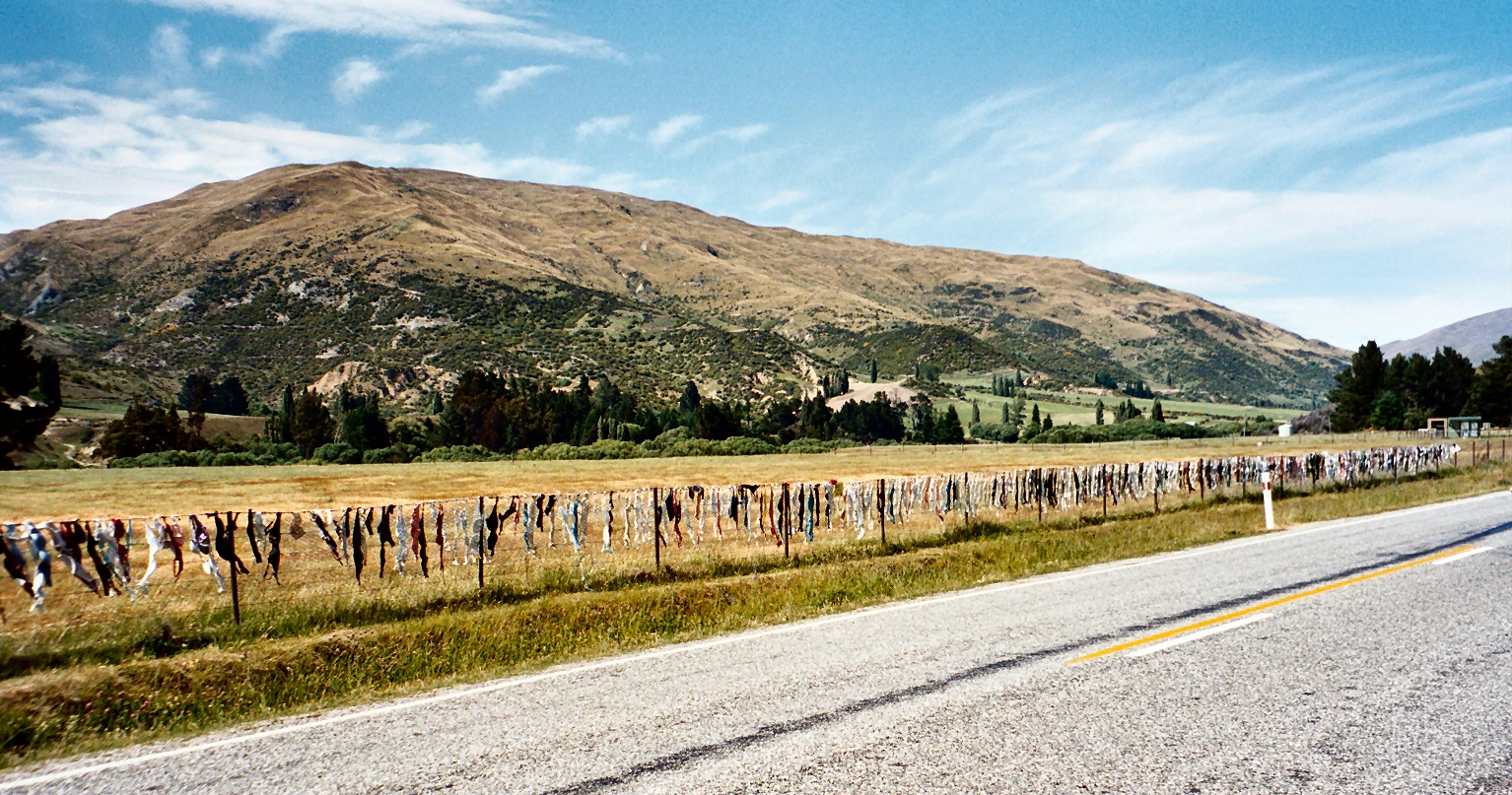
2002年12月

ブラ・フェンスは、1998年のクリスマスから1999年の新年ごろ、道路沿いのワイヤー・フェンスに4枚のブラジャーがぶら下げられたことから始まった。ブラジャーがフェンスにぶら下げられた本来の理由は判然としないが、一説によればクリスマスにバーで酔っ払った女性たちが、着用していたブラジャーをふざけてフェンスに掛けていったのが起源であるという。
やがて、通行人がフェンスにブラジャーを付けていくようになり、2000年の2月末には60枚ほどに達していたものの、何者かによって全て切り取られてしまった。このことが地元報道機関で報じられると、かえってブラジャーの増加を招いた。
直接フェンスに立ち寄ってブラジャーを掛ける人もあれば、フェンスへの設置を希望してブラジャーを送付する人もいた。2000年10月にはブラジャーの数は200に達していたが、ここで2度目の破壊行為が発生した。この時はフェンス自体も破損され、切り取られたブラジャーは周囲の牧場にまき散らされていた。この2度目の破壊行為はワナカの警察署も犯罪と認め、またニュージーランドのメディアが広く報道したことで、世界的にフェンスの存在が知られるようになった。

### 寄付の増加と論争、撤去

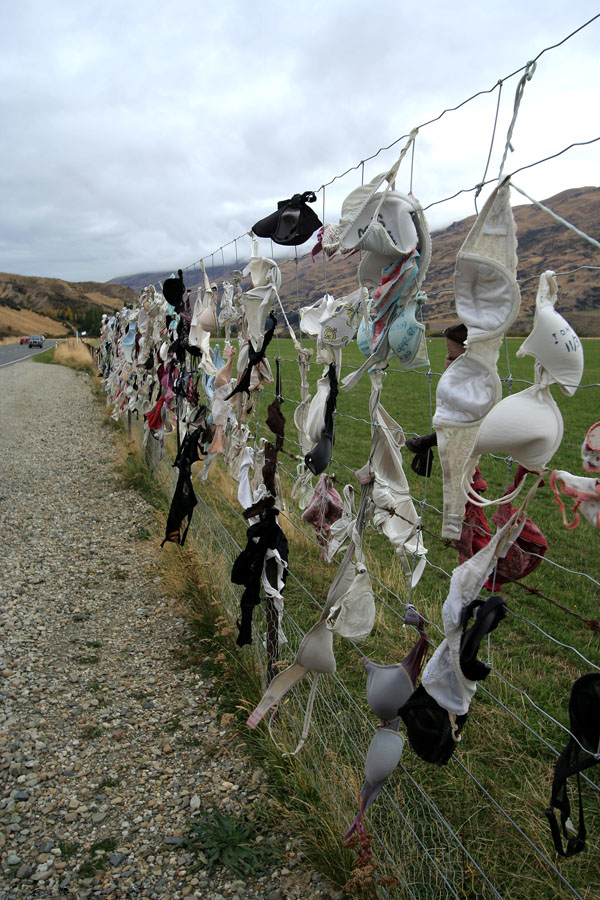
2006年3月

報道による知名度の高まりによって、ブラジャーの数は爆発的に増加した。フェンスにブラジャーを寄付する人々の中には、亡くなった妻のブラを寄付して思い出を残そうと考える夫や、ジョーク好きだった亡母のブラを寄付して供養を行う娘なども含まれていた。
一方、ブラ・フェンスの規模と知名度が大きくなるにつれ、批判的な意見も大きくなった。フェンス沿いの道路を通行する運転手が、見物や写真撮影のために一時停止を行うことで、交通事故が引き起こされるという意見や、ワナカ近郊で多数が学んでいる日本人留学生の気分を害するだろうという主張があった。
これに対し、フェンスに隣接する牧羊場の主で、私的にフェンスの維持管理を行ってきたジョン・リーは、彼のもとに寄せられる手紙の90％はフェンスに対して肯定的であり、フェンスはこの地域で最も人気の撮影場所であると反論した。
2006年4月、地元議会はフェンスは目障りで交通の妨げになるものと判断し、1,500枚以上に達していたブラジャーの撤去を命令した。
撤去に際して2006年9月、世界で最も長いブラジャーの鎖を作る試みが、ワナカ近郊で開催された年次祭で行われた。このイベントのために、ニュージーランド以外にもアメリカ合衆国・イギリス・スペイン・ドイツ・オーストラリアからブラジャーが寄付された。イベントで作られたブラジャーの鎖は7,485枚分・長さ約5キロメートルで、世界記録には10万枚以上も足りなかったものの、このイベントで1万ニュージーランド・ドルの寄付金が集まった。

### フェンスの復活と乳がん啓発活動
しかし、ブラジャー撤去の数年後には、新しい位置に設置されたフェンスにブラジャーを掛ける習慣が復活するようになった。2015年、フェンスには新たに「Bradrona」という名称がつけられ、フェンスの前に募金箱が設置されて、乳がん啓発のピンクリボン運動に参加するようになった。募金箱は2015年に3万ニュージーランド・ドルを集めた。現在フェンスの管理者は、ブラ・フェンスの公式Facebookを開設して、広報活動を行っている。